# St. Martin (Sensau)

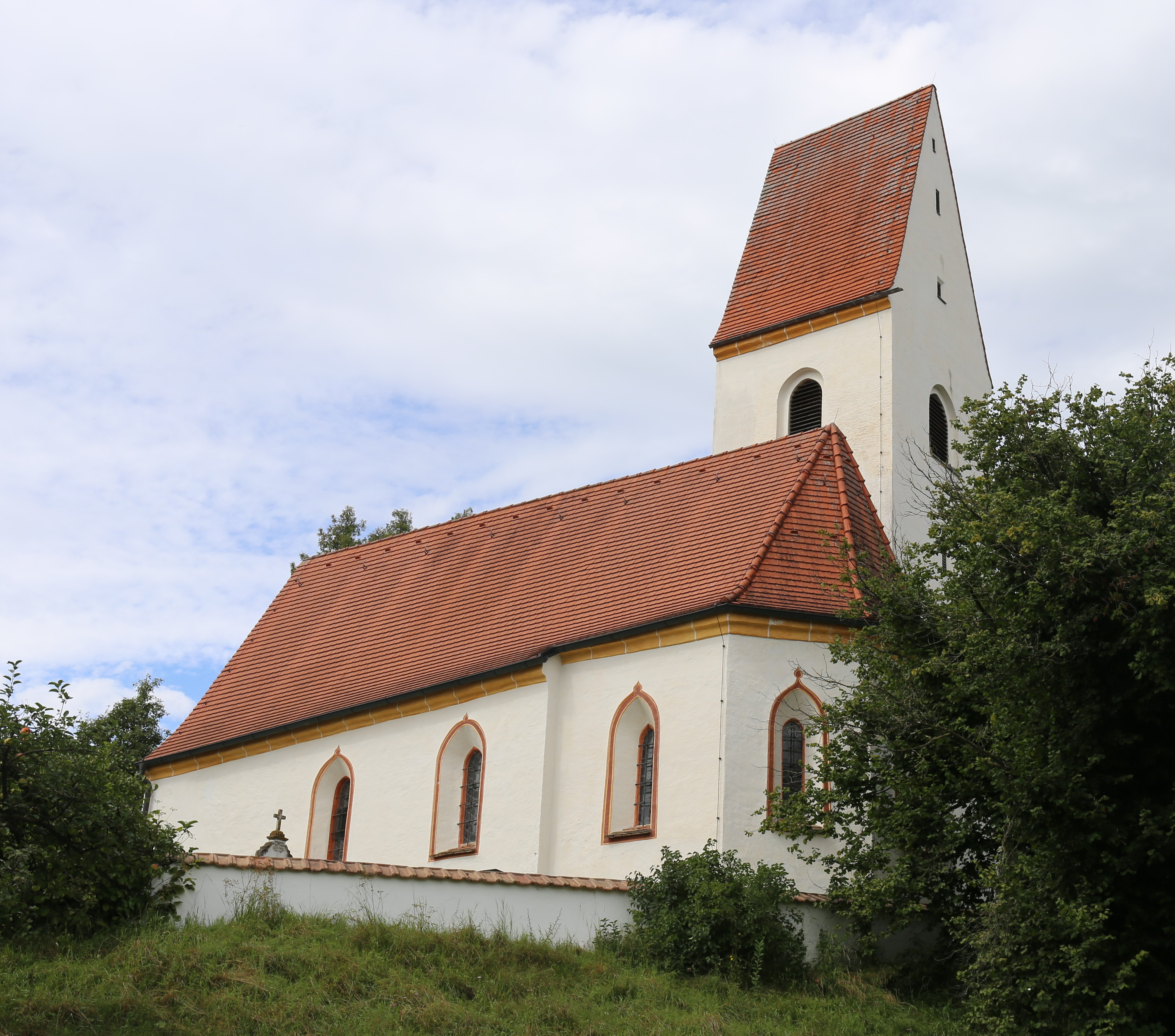
St. Martin in Sensau

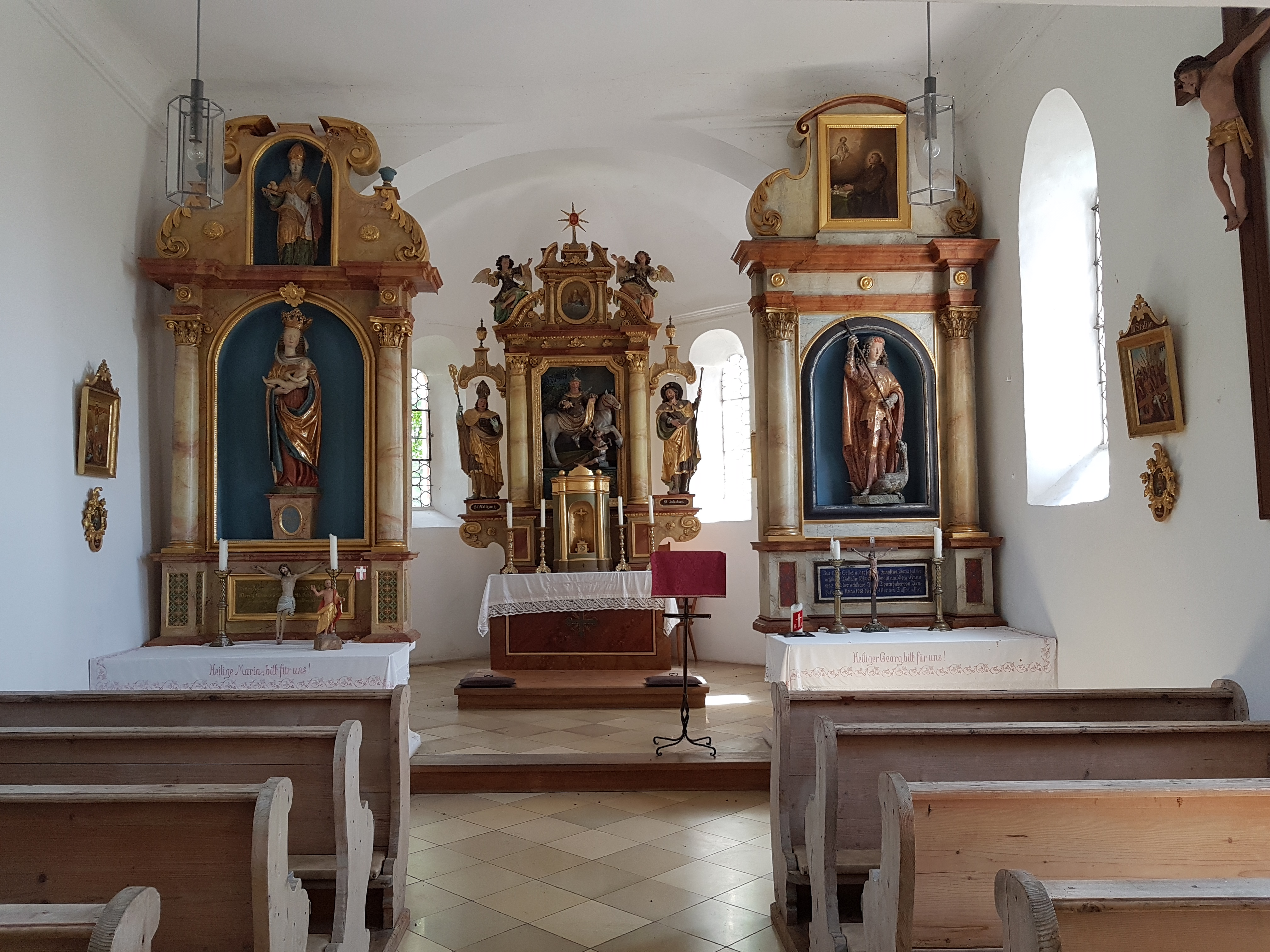
Innenraum

Die römisch-katholische Filialkirche St. Martin steht in Sensau, einem Gemeindeteil von Steinhöring im oberbayerischen Landkreis Ebersberg. Sie ist in der Liste der Baudenkmäler in Steinhöring unter der Nr. D-1-75-137-42 eingetragen. Die Kirche gehört zum Dekanat Ebersberg im Erzbistum München und Freising.

## Beschreibung
Die spätgotische Saalkirche wurde um 1500 erbaut. Sie besteht aus dem Langhaus, dem eingezogenen, dreiseitig geschlossenen Chor im Osten und dem Chorflankenturm an der Nordwand des Chors. Um 1900 senkte sich der Untergrund, sodass der Turm in Schieflage geriet und sich um bis zu 1,20 Meter von der Senkrechten wegbewegte. 1955 wurde er unterfangen und steht seitdem wieder fest. Im Erdgeschoss des Turms befindet sich die mit einem Netzgewölbe überspannte Sakristei. 
Auf dem aus dem 18. Jahrhundert stammenden Hauptaltar des Chors steht im Mittelpunkt eine aus Holz geschnitzte Figur des heiligen Martin, des Schutzheiligen der Kirche, hoch zu Ross; vor ihm sitzt ein Bettler, mit dem Martin seinen Mantel teilt. Die Statuen an den Seiten des Altars stellen den heiligen Wolfgang und den heiligen Jakobus den Älteren dar. In der großen Nische des linken Seitenaltars steht eine Madonna mit Jesuskind und darüber in der Nische des Altarauszugs der heilige Nikolaus im Bischofsgewand, mit den drei Goldkugeln, die er der Legende zufolge einer armen Familie schenkte, um die Töchter vor der Prostitution zu bewahren. Der rechte Seitenaltar ist dem heiligen Georg gewidmet. Die Statue zeigt den Heiligen stehend, wie er dem Drachen, der Gestalt des Bösen, die Lanze in den Rachen stößt.